# Møns Klint
Møns Klint je pobřežní útes na východě dánského ostrova Møn, tvořený křídou. Je dlouhý přes 6 km, nejvyšší bod, známý jako Dronningestolen, dosahuje výšky 128 metrů nad mořem.

## Popis lokality
Útesy vznikly před sedmdesáti miliony let nahromaděním schránek mikroskopických řas kokolitek, současnou podobu jim daly pohyby kontinentálního ledovce v poslední době ledové. Příkré stěny podléhají často erozi; například v lednu 2007 došlo k rozsáhlému sesuvu na místě známém jako Store Taler, který vytvořil 300 metrů dlouhý poloostrov.

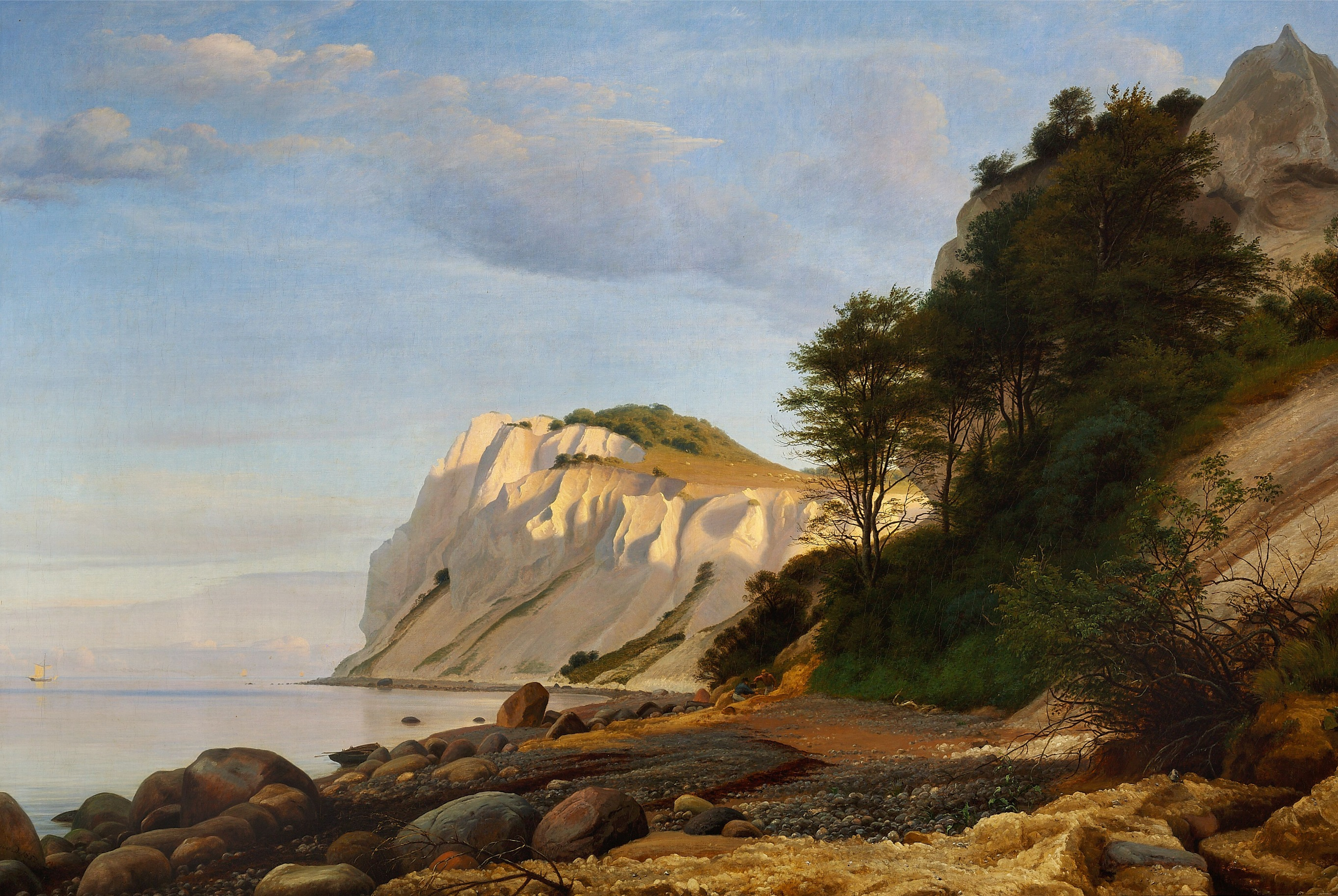
Peter Christian Skovgaard: Pohled na Møns Klint (olej, 1852)

Útesy obklopené bukovými lesy vytvářejí unikátní mikroklima, kde se daří vzácným druhům jako vstavač nachový nebo modrásek černoskvrnný.

## Turismus
Lokalitu navštíví ročně okolo čtvrt milionu turistů. V roce 2007 bylo otevřeno muzeum Geocenter Møns Klint, navržené kodaňským studiem PLH Architects. Na útesy navazuje další atrakce, šlechtické sídlo Liselund Slot s romanticky komponovaným anglickým parkem.
Malebná krajina v okolí útesů inspirovala řadu dánských malířů, jako byli Peter Christian Skovgaard nebo Christoffer Wilhelm Eckersberg.